# Proetus
Il proeto (gen. Proetus) è un artropode estinto appartenente ai trilobiti, vissuto tra l'Ordoviciano al Devoniano (490-360 milioni di anni fa). I suoi resti fossili sono stati ritrovati in tutti i continenti. 

## Descrizione
Questo piccolo animale, lungo circa tre centimetri, aveva un aspetto classico per un trilobite: il cephalon era di forma ellittica e dotato di una glabella prominente, mentre il torace era formato da una decina di segmenti; il pigidio, infine, era molto sviluppato e di forma semicircolare. Il rachide era segmentato, mentre le pleure erano fuse in una placca unica e percorsa da solchi. Al di sotto della testa vi era una placca, nota come labbro, che veniva utilizzata dal proeto per ricercare cibo.

## Stile di vita
Questo genere di trilobiti era diffuso nei mari di tutto il mondo; questo fatto è dovuto probabilmente perché le sue larve conducevano un'esistenza planctonica e quindi erano esposte a continui spostamenti; il passaggio alla forma adulta si attuava attraverso numerose trasformazioni, molte delle quali hanno lasciato tracce fossili. 

## Parentele
Questo animale dà il nome a un intero ordine di trilobiti, i proetidi (Proetida), tra i quali vi furono le ultime forme note di questa classe; i proetidi, infatti, si estinsero solo nel corso del Permiano (circa 250 milioni di anni fa).